# Переулок Свободы (Сестрорецк)
Переу́лок Свобо́ды — переулок в городе Сестрорецке Курортного района Санкт-Петербурга. Проходит от Крещенской улицы до Приморского шоссе.
Первоначально назывался Церко́вным переулком. Такое наименование появилось в начале XX века и связано с тем, что на месте школы № 433 (площадь Свободы, 6) находилась церковь Петра и Павла. Переулок начинался от этой церкви.
В 1920-х годах переулок переименовали в переулок Свободы. Новое название идеологизировано. Позднее, в 1960-х годах, пространство рядом получило название площадь Свободы.
Нумерации по переулку Свободы нет.